# Pempeliella bayassensis
Pempeliella bayassensis is een vlinder uit de familie snuitmotten (Pyralidae). De wetenschappelijke naam is voor het eerst geldig gepubliceerd in 2001 door Leraut.
De soort komt voor in Europa.